# Robert voor beste Engelstalige film
De Robert voor beste Engelstalige film (voorheen Robert voor beste Amerikaanse film) is een filmprijs die jaarlijks op de Robertfest uitgereikt wordt door de Danmarks Film Akademi. 

## Winnaars
| Jaar  | Filmtitel                                         |
| ----- | ------------------------------------------------- |
| 1996  | Smoke                                             |
| 1999  | The Truman Show                                   |
| 2000  | The Straight Story                                |
| 2001] | American Beauty                                   |
| 2002  | The Lord of the Rings: The Fellowship of the Ring |
| 2003  | Gosford Park                                      |
| 2004  | The Hours                                         |
| 2005  | Lost in Translation                               |
| 2006  | Sideways                                          |
| 2007  | Babel                                             |
| 2008  | The Bourne Ultimatum Ratatouille                  |
| 2009  | No Country for Old Men                            |
| 2010  | Up                                                |
| 2011  | Inception                                         |
| 2012  | Drive                                             |
| 2013  | Argo                                              |
| 2014  | Gravity                                           |
| 2015  | Boyhood                                           |
| 2016  | Birdman                                           |
| 2017  | The Revenant                                      |